# الألعاب البارالمبية الشتوية 1984
الألعاب البارالمبية الشتوية 1984 هي النسخة الثالثة من الألعاب البارالمبية بدأت في 14 يناير وإنتهت في 20 يناير 1984 في إنسبروك، النمسا بعد نجاح عرض المدينة في الحصول على شرف استضافة الألعاب البارلمبية، شارك 419 رياضي في منافسات هذه النسخة ومن 21 دولة. إحتلت النمسا الصدارة في ترتيب الميداليات بعد فوزها ب34 ميداليات ذهبية.